# بدا، سوریه
بدا (به عربی: بدا) یک روستا در سوریه است که در استان ریف دمشق واقع شده‌است. بدا ۶٬۵۶۴ نفر جمعیت دارد.